# Zaak-Púnica

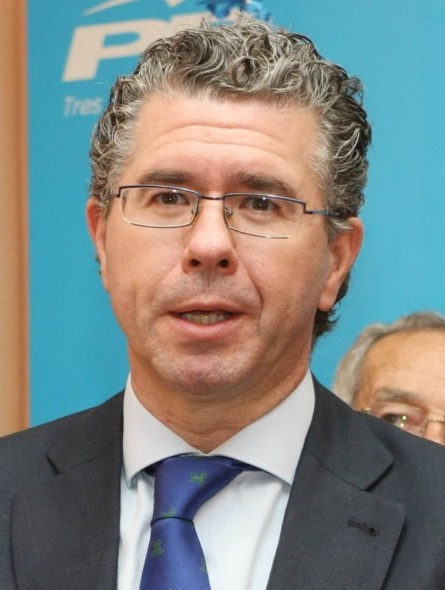
Francisco Granados in 2011

De Zaak-Púnica is sinds 2014 een Spaans corruptieschandaal waarin een groot aantal politici, ambtenaren en ondernemers uit de regio Madrid betrokken zouden zijn bij het betalen en ontvangen van smeergelden bij het toewijzen van publieke contracten met een totale waarde van 250 miljoen euro in de periode 2004-2011. Deze smeergelden zouden een hoogte hebben van tussen de 2 en 3 procent van elk contract, en werden vervolgens door middel van een netwerk van bedrijven wit gewassen. Bij het schandaal waren mogelijk politici van partijen over het hele politieke spectrum betrokken en de instructie van de zaak valt onder rechter Eloy Velasco in de Audiencia Nacional, een rechtbank met speciale bevoegdheden.
Op 27 oktober 2014 werden 51 personen door de Guardia Civil opgepakt. Belangrijkste verdachte was toen Francisco Granados, toenmalig nummer twee van de conservatieve partij PP, achter regiopresidente Esperanza Aguirre. Van zijn naam is ook de naam van de politie-operatie en het schandaal afgeleid: Granados is Spaans voor granaatappel, waarvoor de latijnse naam Punica Granatum is.
Op 2 september 2019 werden ook de voormalige regiopresidenten van Madrid Esperanza Aguirre en Cristina Cifuentes in staat van beschuldiging gesteld in een van de deeldossiers van de Zaak-Púnica.
In de zaak is anno juni 2020 nog geen enkele uitspraak gedaan. 